# Вулиця Віталія Нестеренка
Вулиця Віталія Нестеренка — вулиця в місті Одеса, місцевість Слобідка. Пролягає від вулиць Грушевського та Пестеля до Слобідського кладовища. Продовженням є вулиця Кладовищенська до вулиці Нежданової.
Прилучаються вулиці Селищна, Зоринська, Лізи Чайкіної, Виставочна, Одеська, Сергія Ядова, Рачкова, Володимира Винниченка, Агрономічна, Слобідська, Нерубайська, Мацієвської та Крилова.

## Історія
Вулиця виникла у 1940-х роках під назвою Котовське шосе, у 1985 році вулиця названа на честь Котовська. З 1993 року вулицю було названо на честь Володимира Воробйова. 26 липня 2024 року розпорядженням Начальника Одеської ОВА вулиця Воробйова перейменована на вулицю Віталія Нестеренка.